# Veenendaal-Veenendaal Classic 2023
La 36e édition de la Veenendaal-Veenendaal Classic a lieu le 20 mai 2023 autour de Veenendaal aux Pays-Bas (province d'Utrecht). Elle fait partie du calendrier UCI Europe Tour 2023 en catégorie 1.1. 
Elle est remportée par le Néerlandais Dylan Groenewegen qui y signe son cinquième succès, record pour cette course.

## Équipes
| Unknown team category |
|                       |

## Classement final
| Pos. | Coureur           | Équipe      | Temps    |
| ---- | ----------------- | ----------- | -------- |
| 1    | Dylan Groenewegen | Jayco AlUla | 3h39'17" |
| 2    | Arvid de Kleijn   | Tudor       | m.t.     |
| 3    | Sam Welsford      | DSM         | m.t.     |
| 4    | Jakub Mareczko    | Alpecin     | m.t.     |
| 5    | Matteo Moschetti  | Q36.5       | m.t.     |
| 6    | Jarne Van De Paar | Lotto       | m.t.     |
| 7    | Timothy Dupont    | Tarteletto  | m.t.     |
| 8    | Jesper Rasch      | Abloc CT    | m.t.     |
| 9    | Alexander Salby   | Bingoal     | m.t.     |
| 10   | Martijn Budding   | TDT         | m.t.     |

## Classements UCI
La course attribue des points au classement mondial UCI 2023 selon le barème suivant :
| Position           | 1er | 2e | 3e | 4e | 5e | 6e | 7e | 8e | 9e | 10e | 11e | 12e | 13e à 15e | 16e à 25e |
| Classement général | 125 | 85 | 70 | 60 | 50 | 40 | 35 | 30 | 25 | 20  | 15  | 10  | 5         | 3         |